# Fußball Verein Germania von 1899 Bremen
FV Germania 1899 Bremen foi um clube alemão de futebol da cidade de Bremen.o clube foi fundado em 1899.foi um dos co-fundadores da federação de futebol de Bremen.em 1900,o Germania também foi um dos clubes fundadores da DFB.o clube entrou na liga de Bremen e foi o quinto colocado em um campeonato de nove clubes.na temporada seguinte,o clube terminou na oitava posição e foi rebaixado.em 1901,o clube se extinguiu.